# Sveti Jurij (Rogašovci)
Sveti Jurij (Hongaars: Vízlendva, Prekmurees: Svéti Jüri, Duits: Sankt Georgen) is een plaats in Slovenië en maakt deel uit van de gemeente Rogašovci in de NUTS-3-regio Pomurska. De plaats telde 479 inwoners op 1 januari 2020.